# Olga Borissowna Ljubimowa

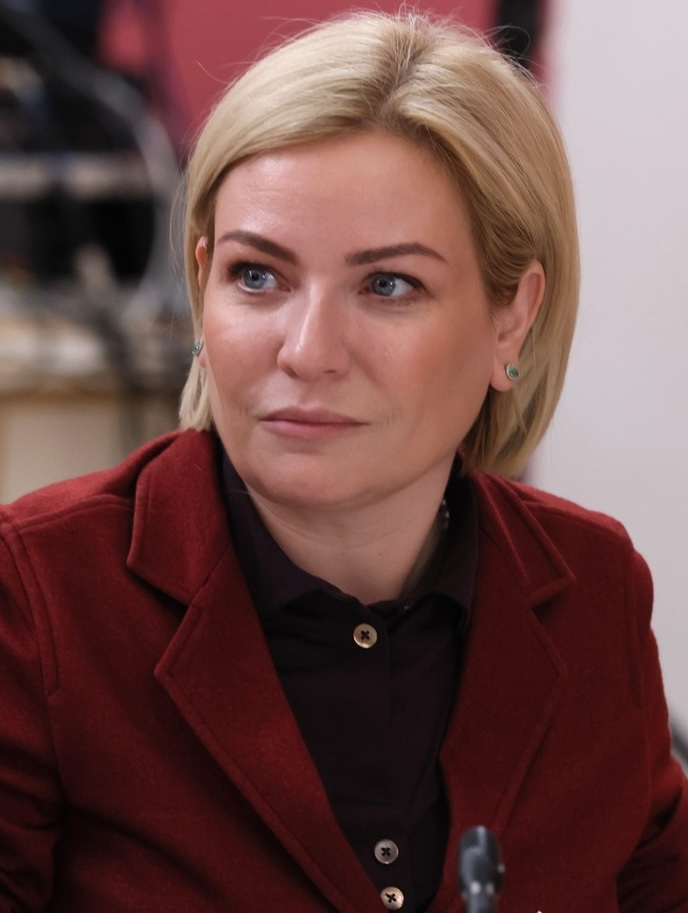
Olga Ljubimowa

Olga Borissowna Ljubimowa (russisch Ольга Борисовна Любимова; * 31. Dezember 1980 in Moskau) ist eine russische Politikerin. Seit 2020 ist sie Kulturministerin der Russischen Föderation.

## Leben
Ljubimowa ist Tochter von Boris Ljubimow, Präsident der Michail-Schtschepkin-Theaterschule, und Urenkelin des Schauspielers Wassili Katschalow.
Ljubimowa studierte an der Lomonossow-Universität Moskau Journalismus und an der Russischen Akademie für Theaterkunst Schauspielkunst. Seit 2001 hat sie oft für das Russische Fernsehen gearbeitet. Dabei wirkte sie an Fernsehshows wie Wsgljad, Orthodox und Orthodoxer Kalender und an der Produktion von mehr als 80 Dokumentarfilmen mit, teilweise auch als Drehbuchautorin. Ab 2016 war sie stellvertretende Leiterin der Abteilung für soziale und journalistische Programme von Perwy kanal.
Ab 2015 war sie Beraterin der Abteilung für Filmkunst im russischen Kulturministerium und ab Januar 2018 stellvertretende Direktorin der Abteilung für Filmkunst des Kulturministeriums.

## Politik
Am 21. Januar 2020 wurde sie zur Kulturministerin im Kabinett Mischustin ernannt. Die Reaktionen auf ihre Ernennung waren kontrovers, auch aufgrund früherer Äußerungen Ljubimowas, etwa dass sie Museen, Ausstellungen, Art-Kino, Opern, Ballette und klassische Musik hasse.
Am 26. April 2025 vertrat Ljubimowa die russische Regierung bei der Trauerfeier für Papst Franziskus in Rom.